# Lista de presidentes do Brasil por longevidade
| Presidente mais longevo: Venceslau Brás (98 anos) | Presidente menos longevo: Delfim Moreira (51 anos) |

Esta é uma lista de presidentes do Brasil por longevidade, ordenada conforme a quantidade de dias que viveram ou ainda vivem. Ela compreende todas as pessoas que assumiram a presidência, incluindo os que o fizeram de facto ou interinamente, e estão presentes na lista da Biblioteca da Presidência da República.
Aqueles que constituíram as juntas militares de 1930 e 1969 são listados em itálico e sem numeração, dado que não foram presidentes do Brasil de forma isolada. Já Júlio Prestes e Tancredo Neves, embora não tenham assumido a presidência e nem constarem na numeração da ordem histórica, por serem listados, separadamente, pela Biblioteca da Presidência da República, constam na numeração da lista. Pedro Aleixo, vice-presidente e substituto legal em caso de afastamento do presidente, foi impedido de assumir seu cargo pela junta militar de 1969, mas por força da Lei deve constar como ex-presidente da República.
Os dias da lista são calculados a partir da diferença entre as datas de nascimento e falecimento. Se fossem contados os dias do calendário de cada período, todos os presidentes teriam seu número de dias apresentado acrescido em uma unidade. A idade máxima alcançada por um presidente do Brasil foi de 98 anos e 78 dias, por Venceslau Brás; já o presidente a viver menos tempo foi Delfim Moreira, que morreu aos 51 anos e 207 dias. Venceslau, por ter vivido por muito tempo e por ter tomado posse numa idade jovem tendo como parâmetro os demais presidentes (46 anos), foi quem durou mais tempo na condição de ex-presidente, morrendo exatos 47 anos e 6 meses depois de deixar a presidência. A média de longevidade dos presidentes já falecidos é de aproximadamente 73 anos, 3 meses e 22 dias. Desconsiderando as Juntas, a média é de aproximadamente 72 anos e 6 dias. Atualmente, o ex-presidente vivo mais idoso é José Sarney, com 95 anos e 50 dias.

## Lista dos presidentes
Legenda:
     Falecidos
     Vivos
Em parênteses, ordem desconsiderando os que não tomaram posse e membros de juntas militares.
| #  | OH    | Presidente                | Data de nascimento      | Data de falecimento     | Longevidade (dias) | Longevidade (anos, dias) | Ref.        |
| -- | ----- | ------------------------- | ----------------------- | ----------------------- | ------------------ | ------------------------ | ----------- |
| 1  | 9     | Venceslau Brás            | 26 de fevereiro de 1868 | 15 de maio de 1966      | 35 872 dias        | 98 anos e 78 dias        | [ 3 ]       |
| 2  | 31    | José Sarney               | 24 de abril de 1930     | vivo                    | 34 749 dias        | 95 anos e 50 dias        | [ 4 ]       |
| 3  | 34    | Fernando Henrique Cardoso | 18 de junho de 1931     | vivo                    | 34 329 dias        | 93 anos e 360 dias       | [ 5 ]       |
| —  | —     | Aurélio de Lira Tavares   | 7 de novembro de 1905   | 18 de novembro de 1998  | 33 979 dias        | 93 anos e 11 dias        | [ 6 ]       |
| 4  | 16    | Eurico Gaspar Dutra       | 18 de maio de 1883      | 11 de junho de 1974     | 33 261 dias        | 91 anos e 24 dias        | [ 7 ]       |
| 5  | 29    | Ernesto Geisel            | 3 de agosto de 1907     | 12 de setembro de 1996  | 32 548 dias        | 89 anos e 40 dias        | [ 8 ]       |
| —  | —     | Isaías de Noronha         | 6 de julho de 1874      | 29 de janeiro de 1963   | 32 348 dias        | 88 anos e 207 dias       | [ 9 ]       |
| 6  | 13    | Washington Luís           | 26 de outubro de 1869   | 4 de agosto de 1957     | 32 058 dias        | 87 anos e 282 dias       | [ 10 ]      |
| 7  | 37    | Michel Temer              | 23 de setembro de 1940  | vivo                    | 30 944 dias        | 84 anos e 263 dias       | [ 11 ]      |
| —  | —     | Márcio de Sousa Melo      | 26 de maio de 1906      | 31 de janeiro de 1991   | 30 931 dias        | 84 anos e 250 dias       | [ 12 ]      |
| 8  | 33    | Itamar Franco             | 28 de junho de 1929     | 2 de julho de 2011      | 29 954 dias        | 82 anos e 4 dias         | [ 13 ]      |
| 9  | 30    | João Figueiredo           | 15 de janeiro de 1918   | 24 de dezembro de 1999  | 29 928 dias        | 81 anos e 343 dias       | [ 14 ]      |
| —  | —     | Augusto Rademaker         | 11 de maio de 1905      | 13 de setembro de 1985  | 29 345 dias        | 80 anos e 126 dias       | [ 15 ]      |
| 10 | 28    | Emílio Garrastazu Médici  | 4 de dezembro de 1905   | 9 de outubro de 1985    | 29 164 dias        | 79 anos e 309 dias       | [ 16 ]      |
| 11 | 35/39 | Luiz Inácio Lula da Silva | 27 de outubro de 1945   | vivo                    | 29 084 dias        | 79 anos e 229 dias       | [ 17 ]      |
| 12 | 12    | Artur Bernardes           | 8 de agosto de 1875     | 23 de março de 1955     | 29 081 dias        | 79 anos e 227 dias       | [ 18 ]      |
| 13 | 36    | Dilma Rousseff            | 14 de dezembro de 1947  | viva                    | 28 306 dias        | 77 anos e 181 dias       | [ 19 ]      |
| 14 | 11    | Epitácio Pessoa           | 23 de maio de 1865      | 13 de fevereiro de 1942 | 28 024 dias        | 76 anos e 266 dias       | [ 20 ]      |
| —  | —     | Augusto Fragoso           | 28 de agosto de 1869    | 20 de setembro de 1945  | 27 781 dias        | 76 anos e 23 dias        | [ 21 ]      |
| 15 | 32    | Fernando Collor           | 12 de agosto de 1949    | vivo                    | 27 699 dias        | 75 anos e 305 dias       | [ 22 ]      |
| —  | —     | Tancredo Neves            | 4 de março de 1910      | 21 de abril de 1985     | 27 442 dias        | 75 anos e 48 dias        | [ 23 ]      |
| 16 | 22    | Jânio Quadros             | 25 de janeiro de 1917   | 16 de fevereiro de 1992 | 27 415 dias        | 75 anos e 22 dias        | [ 24 ]      |
| 17 | 21    | Juscelino Kubitschek      | 12 de setembro de 1902  | 22 de agosto de 1976    | 27 008 dias        | 73 anos e 345 dias       | [ 25 ]      |
| —  | —     | Pedro Aleixo              | 1º de agosto de 1901    | 3 de março de 1975      | 26 877 dias        | 73 anos e 214 dias       | [ nota 10 ] |
| 18 | 4     | Campos Sales              | 15 de fevereiro de 1841 | 28 de junho de 1913     | 26 430 dias        | 72 anos e 133 dias       | [ 26 ]      |
| 19 | 14/17 | Getúlio Vargas            | 19 de abril de 1882     | 24 de agosto de 1954    | 26 424 dias        | 72 anos e 127 dias       | [ 29 ]      |
| 20 | 18    | Café Filho                | 3 de fevereiro de 1899  | 20 de fevereiro de 1970 | 25 949 dias        | 71 anos e 17 dias        | [ 30 ]      |
| 21 | 15    | José Linhares             | 28 de janeiro de 1886   | 26 de janeiro de 1957   | 25 930 dias        | 70 anos e 364 dias       | [ 31 ]      |
| 22 | 5     | Rodrigues Alves           | 7 de julho de 1848      | 16 de janeiro de 1919   | 25 759 dias        | 70 anos e 193 dias       | [ 32 ]      |
| 23 | 38    | Jair Bolsonaro            | 21 de março de 1955     | vivo                    | 25 652 dias        | 70 anos e 84 dias        | [ 33 ]      |
| 24 | 27    | Artur da Costa e Silva    | 3 de outubro de 1899    | 17 de dezembro de 1969  | 25 642 dias        | 70 anos e 75 dias        | [ 34 ]      |
| 25 | 26    | Castelo Branco            | 20 de setembro de 1897  | 18 de julho de 1967     | 25 502 dias        | 69 anos e 301 dias       | [ 35 ]      |
| 26 | 20    | Nereu Ramos               | 3 de setembro de 1888   | 16 de junho de 1958     | 25 487 dias        | 69 anos e 286 dias       | [ 36 ]      |
| 27 | 8     | Hermes da Fonseca         | 12 de maio de 1855      | 9 de setembro de 1923   | 24 956 dias        | 68 anos e 120 dias       | [ 37 ]      |
| 28 | 19    | Carlos Luz                | 4 de agosto de 1894     | 9 de fevereiro de 1961  | 24 295 dias        | 66 anos e 189 dias       | [ 38 ]      |
| 29 | 1     | Deodoro da Fonseca        | 5 de agosto de 1827     | 23 de agosto de 1892    | 23 760 dias        | 65 anos e 18 dias        | [ 39 ]      |
| 30 | 23/25 | Ranieri Mazzilli          | 27 de abril de 1910     | 21 de abril de 1975     | 23 735 dias        | 64 anos e 359 dias       | [ 40 ]      |
| —  | —     | Júlio Prestes             | 15 de março de 1882     | 9 de fevereiro de 1946  | 23 341 dias        | 63 anos e 331 dias       | [ 41 ]      |
| 31 | 6     | Afonso Pena               | 30 de novembro de 1847  | 14 de junho de 1909     | 22 476 dias        | 61 anos e 196 dias       | [ 42 ]      |
| 32 | 3     | Prudente de Morais        | 4 de outubro de 1841    | 3 de dezembro de 1902   | 22 339 dias        | 61 anos e 60 dias        | [ 43 ]      |
| 33 | 24    | João Goulart              | 1º de março de 1918     | 6 de dezembro de 1976   | 21 465 dias        | 58 anos e 280 dias       | [ 44 ]      |
| —  | —     | João Mena Barreto         | 30 de julho de 1874     | 25 de março de 1933     | 21 422 dias        | 58 anos e 238 dias       | [ 45 ]      |
| 34 | 7     | Nilo Peçanha              | 2 de outubro de 1867    | 31 de março de 1924     | 20 634 dias        | 56 anos e 181 dias       | [ 46 ]      |
| 35 | 2     | Floriano Peixoto          | 30 de abril de 1839     | 29 de junho de 1895     | 20 514 dias        | 56 anos e 60 dias        | [ 47 ]      |
| 36 | 10    | Delfim Moreira            | 7 de novembro de 1868   | 1º de julho de 1920     | 18 833 dias        | 51 anos e 207 dias       | [ 48 ]      |